# ۳۲ (قمری)
۳۲ (قمری)، سی و دومین سال در گاهشماری هجری قمری است. اول محرم این سال برابر با پانزدهم اوت سال ۶۵۲ میلادی است.

## درگذشتگان
- عباس بن عبدالمطلب ، عموی پیامبر
- ابوذر غفاری ، صحابه رسول خدا
- عبدالرحمن بن عوف ، صحابه پیامبر
- عبدالله بن مسعود ، صحابه رسول خدا